# Nowogorci
Nowogorci (bułg. Новогорци) – wieś w Bułgarii, w obwodzie Wielkie Tyrnowo, w gminie Złatarica. W 2024 roku liczyła 4 mieszkańców.